# ペトル・アロン
ペトル・アロン（Petru Aron, 1419年 - 1469年）は、15世紀のモルダヴィア公（在位：1451年 - 1452年、1454年 - 1455年、1455年 - 1457年）。モルダヴィア公アレクサンドル1世の庶子。

## 生涯
1451年、兄弟のモルダヴィア公ボグダン2世を殺害して即位する。ボグダン2世の息子のシュテファン3世 は当時モルダヴィアに亡命中だった隣国・ワラキア公国の前公にして従兄のヴラド・ツェペシュと共にトランシルヴァニア侯・フニャディ・ヤーノシュの元に逃れた。
即位後は甥のアレクサンドル2世と公位を奪い合った。オスマン帝国がモルダヴィアへの圧力を強めつつある状況下、1456年、ヴァスルイに貴族と聖職者を集めて会議を開き、貢納金2000ドゥカートの支払いを決定する。モルダヴィアがオスマンに貢納金を支払うのはこれが初めてのことであった。同年、ワラキア公に復帰したヴラドの支援を受けたシュテファン3世がモルダヴィアに進軍し、翌1457年に公位を追われた。敗れたペトル・アロンは最初ポーランド王国に亡命してカジミェシュ4世を頼り、ついでトランシルヴァニアに移ってハンガリー王国のマーチャーシュ1世の保護を受けて返り咲きを狙うがいずれも失敗した。1467年12月15日、シュテファン3世とのバイアの戦いで敗れて捕らえられ、1469年処刑された。